# Maison au 133, rue des Trois-Épis à Niedermorschwihr
La maison au 133, rue des Trois-Épis est un monument historique situé à Niedermorschwihr, dans le département français du Haut-Rhin.

## Localisation
Ce bâtiment est situé au 133, rue des Trois-Épis à Niedermorschwihr.

## Historique
L'édifice fait l'objet d'une inscription au titre des monuments historiques depuis 1932.

## Architecture

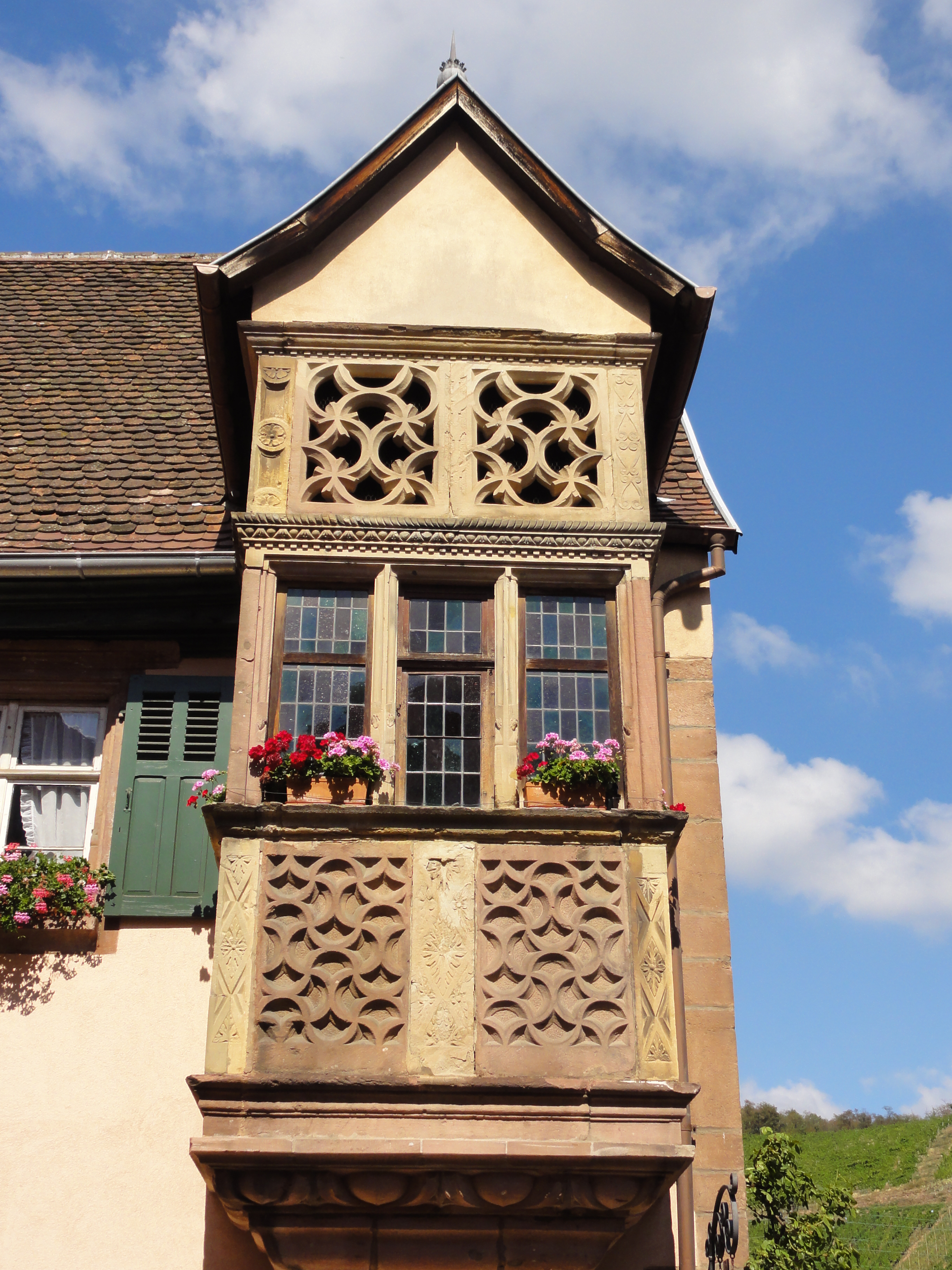